# Johann Georg Julius Venturini
Johann Georg Julius Venturini (1772-1802) fue un militar alemán y escritor de táctica militar.

## Biografía
Venturini nació en Brunswick en 1772, y entró muy joven en la milicia al servicio de su príncipe, e hizo todas las campañas durante la revolución francesa en el cuerpo de ingenieros, y sirvió como capitán de esta arma en 1799.
Venturini, nombrado arquitecto en el departamento de marina, falleció en 28 de agosto de 1802, y hay que remarcar de su breve carrera castrense, sus obras escritas eruditas sobre historia y táctica militar:
- Una obra de táctica militar destinada a las escuelas militares
- Otra de táctica aplicada o ciencia militar en siete volúmenes dedicada al rey Federico Guillermo III de Prusia, presentando a grandes rasgos una tabla de ciencia militar:
  - Primer volumen trata de la parte material: tropas, estado mayor, avituallamientos, armas, artillería, hospitales,.., y también de diversos movimientos de estrategia militar
  - Segundo volumen trata de las posiciones y teoría de movimientos
  - Tercer volumen expone la teoría de ataque y defensa, y luego aplica sus principios
  - Cuarto volumen desarrolla sus principios y el empleo de diversas posiciones
  - Quinto volumen expone la Dialéctica, parte más elevada de su teoría militar
  - Sexto volumen se consagra a la práctica
  - Séptimo volumen desarrolla sus diez grandes operaciones, para la defensa de Westfalia y el ataque dirigido de Alemania contra Holanda
- Las matemáticas aplicadas al arte militar
- Libro de geografía militar
- Revisión crítica de campañas militares.
- La Francia antes de la revolución y tabla de costumbres bajo el reinado de Luis IX de Francia

## Obras
- Lerbuch der angwandten Taktik..., J.G. Röhss, 1798.
- Lerbuch der strategie........, idem, 1800.
- Vorlesungen über die angewandte Taktik..., Viena, 1812.
- Otras